# Densité électronique
Pour les articles homonymes, voir Densité (homonymie).

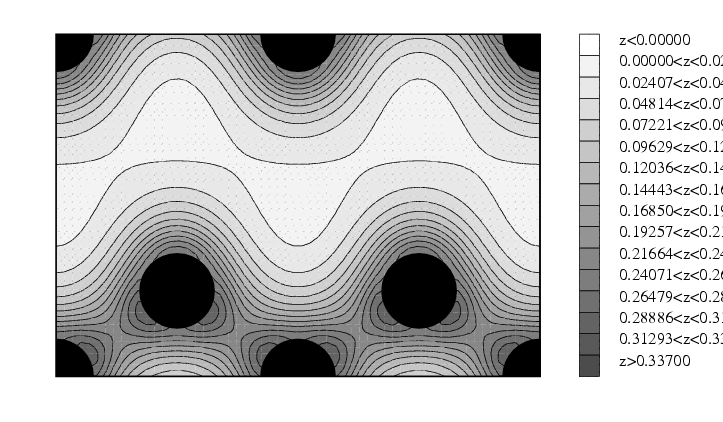
Carte de densité électronique dans le plan [1-10] du diamant.

En mécanique quantique, et en particulier en chimie quantique, la densité électronique {\displaystyle \rho } correspondant à une fonction d'onde N-électronique {\displaystyle \Psi ^{(N)}} est la fonction monoélectronique donnée par :
{\displaystyle \rho (x)=\int \ dx_{2}\ ...\ dx_{N}\ |\Psi ^{(N)}(x,x_{2},...,x_{N})|^{2}}
Dans le cas où {\displaystyle \Psi ^{(N)}} est un déterminant de Slater constitué de N orbitales de spin {\displaystyle \varphi _{k}}:
{\displaystyle \rho (x)={1 \over N}\sum _{k=1}^{N}|\varphi _{k}(x)|^{2}}
La densité électronique à deux électrons est donnée par :
{\displaystyle \rho (x,x')=\int \ dx_{3}\ ...\ dx_{N}\ |\Psi ^{(N)}(x,x',x_{3},...,x_{N})|^{2}}
Ces quantités sont particulièrement importantes dans le contexte de la théorie de la fonctionnelle de la densité :
Les coordonnées x utilisées ici sont les coordonnées spin-spatiales.